# Жемісті (Сариагаський район)
Жемі́сті (каз. Жемісті) — село у складі Сариагаського району Туркестанської області Казахстану. Адміністративний центр Жемістинського сільського округу.
Населення — 3510 осіб (2021; 2272 у 2009, 571 у 1999, 1730 у 1989).